# Offshore-Windpark Kriegers Flak
Kriegers Flak ist ein Offshore-Windpark-System in der Ostsee aus drei Teilen/Windparks, die jeweils in den Ausschließlichen Wirtschaftszonen (AWZ) Dänemarks, Schwedens und Deutschlands liegen und insgesamt eine Fläche von 132 Quadratkilometer umfassen. Der Teil in der deutschen AWZ ist seit 2015 als Offshore-Windpark Baltic 2 in Betrieb, der Teil in der dänischen AWZ ist seit 2021 in Betrieb, der schwedische Teil ist noch in der Planungsphase. Namensgeber ist das unter dem Meeresspiegel liegende Riff Kriegers Flak.

## Teilfläche Dänemark

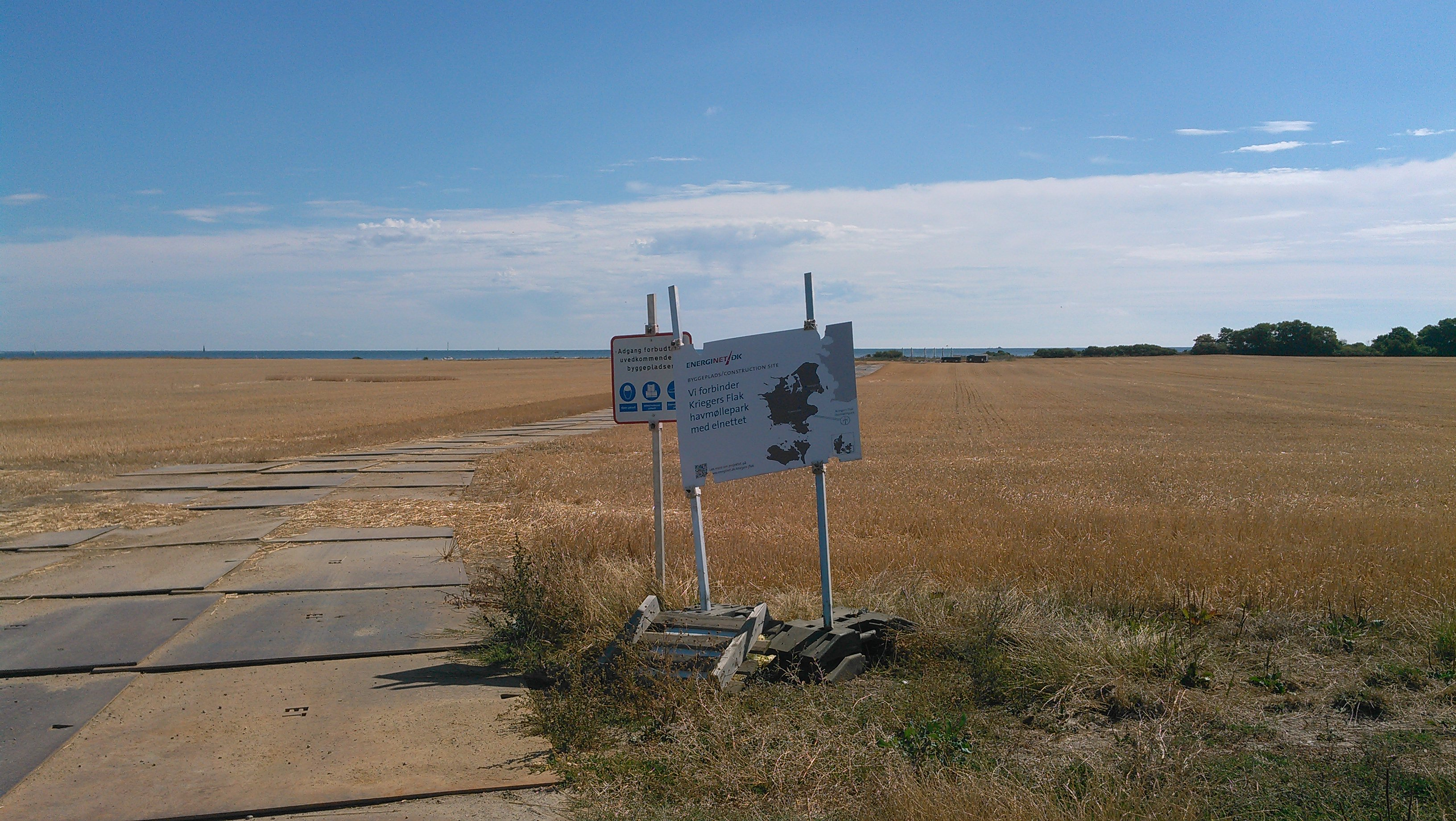
Kriegers Flak landseitige Baustelle in Dänemark

Der Offshore-Windpark verfügt über eine installierte Leistung von rund 600 Megawatt. Das Investitionsvolumen wird auf bis zu 1,3 Mrd. Euro beziffert. Kriegers Flak ist der größte dänische Offshore-Windpark und versorgt rechnerisch etwa 600.000 Haushalte mit Strom.
Die Auktion um die Einspeisevergütung im dänischen Teil des Windparks gewann Vattenfall im November 2016 mit einem Preis von 49,90 Euro pro Megawattstunde. Die Höchstgrenze der Auktion lag hingegen bei 120 Euro. Damals war dies das „niedrigste Gebot für einen Offshore-Windpark weltweit“. Im November 2017 wurde bekannt, dass Vattenfall zur Umsetzung 72 Windenergieanlagen vom Typ SG 8.0-167 DD mit je 8,4 Megawatt Nennleistung bei Siemens Gamesa beauftragt.
Neben dem Anspruch auf staatliche Einspeisevergütung hat Vattenfall langfristige Stromlieferverträge mit den dänischen Unternehmen Novo Nordisk und Novozymes über die Abnahme von Strommengen aus dem Windpark geschlossen. Im Dezember 2018 schloss Vattenfall die Finanzierung des Projektes ab.
Der Aufbau der beiden Umspannplattformen Kriegers Flak A und Kriegers Flak BE fand im Jahr 2018 statt, auch der Anschluss der Umspannplattformen an das Landstromnetz mit Seekabeln erfolgte. Anfang 2020 wurden die beiden Baufelder Kriegers Flak W und Kriegers Flak E um die beiden Plattformen als Sperrgebiet ausgewiesen, damit dort die Bauarbeiten beginnen konnten. Die 72 Monopile-Fundamente wurden bei der EEW Special Constructions GmbH in Rostock produziert und von der niederländischen Reederei Van Oord zu den Baufeldern transportiert. Bis zum 1. September 2020 wurden alle Monopiles gesetzt. Die erste Siemens Gamesa 8,4-MW-Turbine wurde im Januar 2021 installiert. Anfang April 2021 waren, laut Betreiber, 36 der insgesamt 72 Windturbinen installiert und speisten teilweise bereits Strom in das Netz ein. Am 5. Juni 2021 wurde nach Angaben von Vattenfall die letzte der 72 Turbinen installiert. Die offizielle Inbetriebnahme des Windparks fand am 6. September 2021 statt. Zu diesem Zeitpunkt handelte es sich um den größten Offshore-Windpark Dänemarks und Skandinaviens.

## Teilfläche Schweden
Im schwedischen Teil des Gebietes ist der Offshore-Windpark Kriegers Flak II geplant. Das Vorhaben mit einer möglichen Leistung von 640 Megawatt wurde ursprünglich seit 2002 mit wpd entwickelt und 2005 an Vattenfall verkauft. Eine Baugenehmigung aus dem Jahr 2006 für 128 Windenergieanlagen ist 2018 ausgelaufen. Im Sommer 2020 fragte Vattenfall nach einer Genehmigung für Windenergieanlagen mit einer Höhe von bis zu 280 Meter (anstatt bisher bis zu 170 Meter) sowie nach einer Verlängerung der Frist für den Beginn der Baumaßnahmen. Die Genehmigung wurde im Mai 2022 erteilt, nach wie vor für eine Gesamtleistung von 640 MW. Bei einer Entscheidung im Jahr 2025 könnte der Windpark 2028 in Betrieb gehen.

## Teilfläche Deutschland
Östlich von Kriegers Flak befindet sich direkt hinter der Grenze in der deutschen AWZ seit Mitte der 2010er Jahre der Offshore-Windpark EnBW Baltic 2.

## Combined Grid Solution

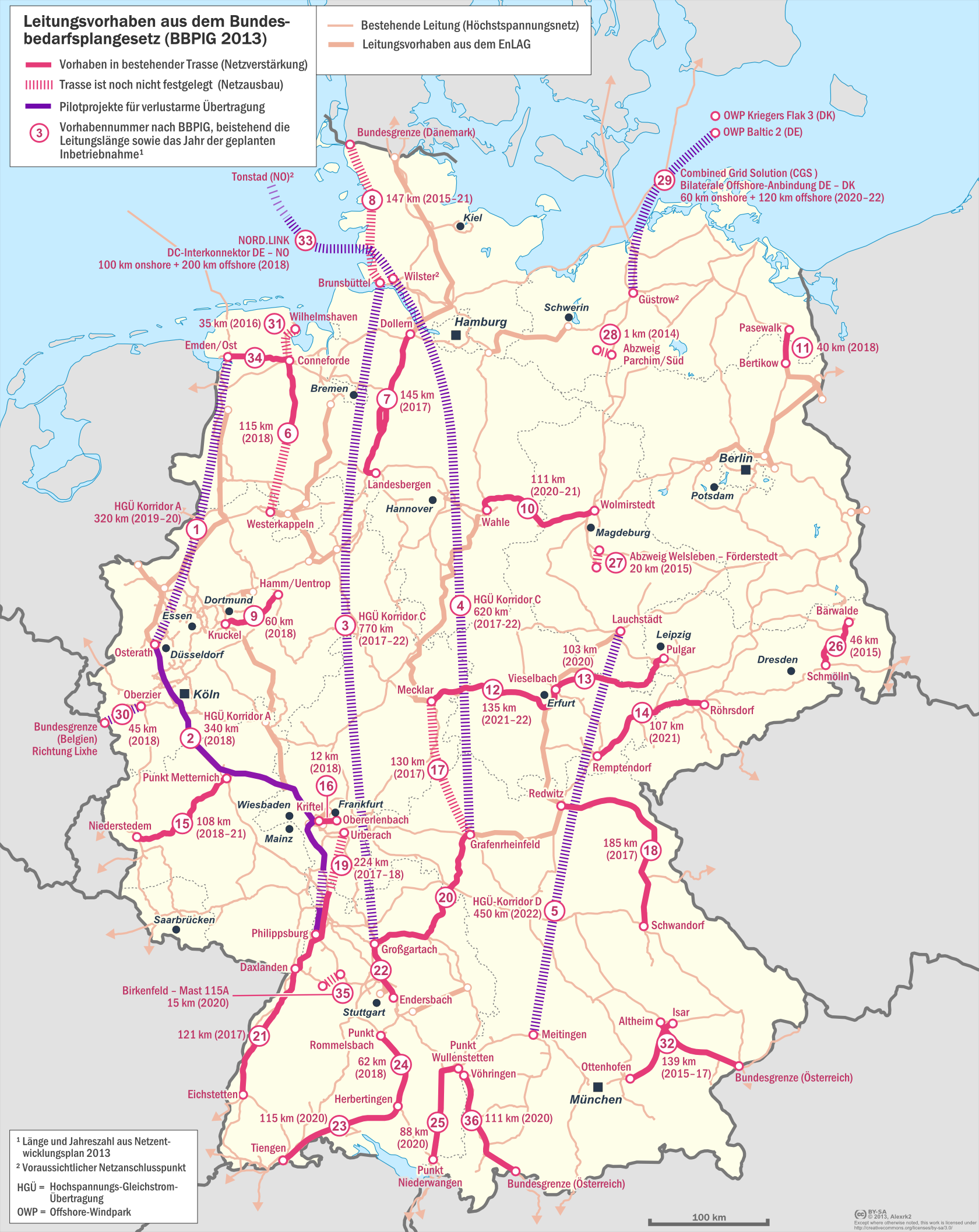
Karte Bundesbedarfsplangesetz-Vorhaben (August 2013)

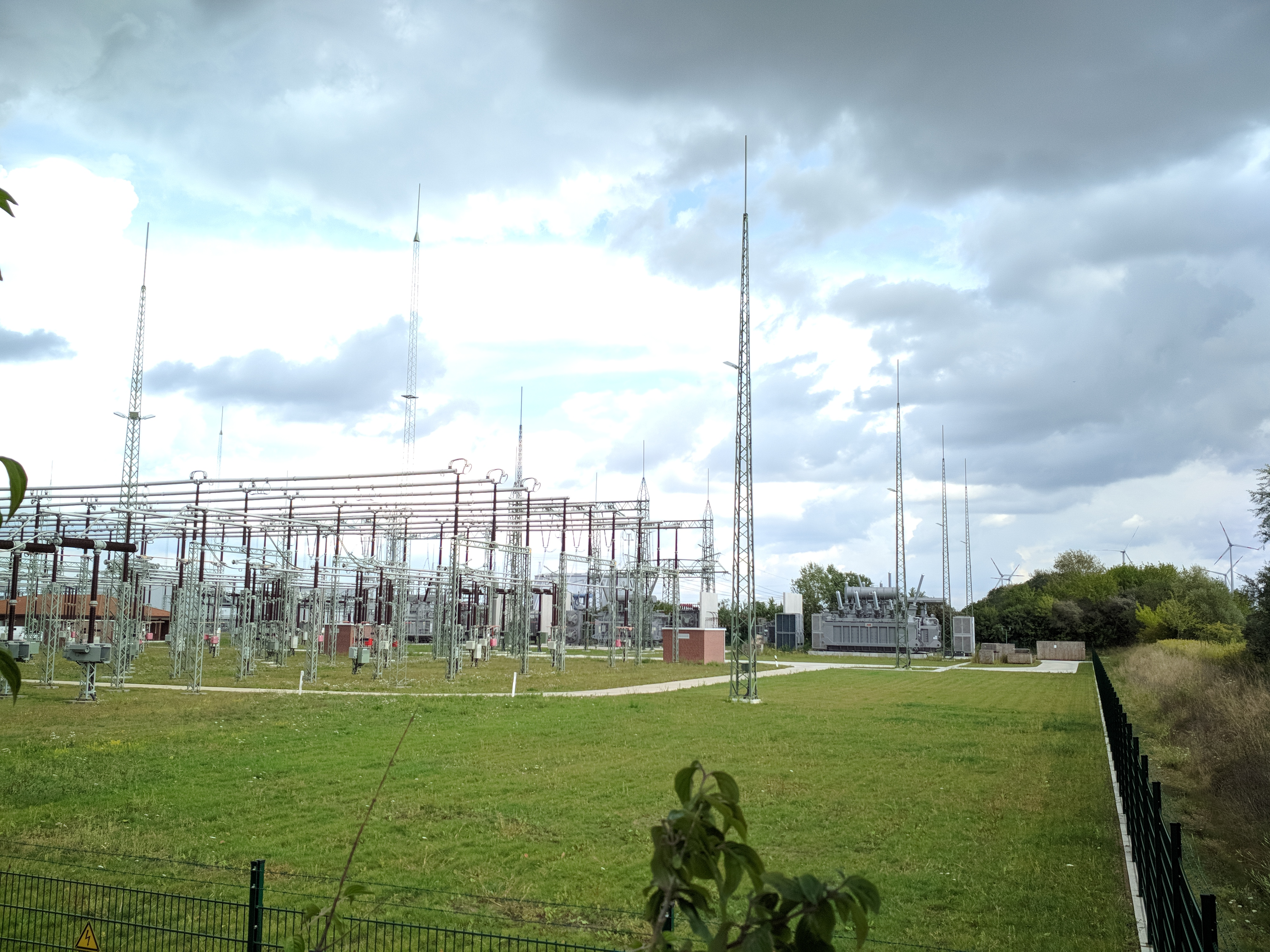
50Hertz-HGÜ-Umspannwerk in Bentwisch

Der Offshore-Windpark Baltic 2 ist in das deutsche Übertragungsnetz von 50Hertz Transmission mit 150 Kilovolt und dem Anschlusspunkt in Bentwisch eingebunden. Der Offshore-Windpark Kriegers Flak wird in das dänische Übertragungsnetz von Energinet.dk mit 220 Kilovolt und dem Anschlusspunkt in Bjæverskov Sogn angeschlossen. Da sich die beiden Offshore-Windparks in räumlicher Nähe befinden, wird durch eine Verbindung der Stromaustausch zwischen den Ländern ermöglicht. Dieser deutsch-dänische Interkonnektor hat die Bezeichnung Combined Grid Solution. Die Übertragungskapazität beträgt durch zwei Wechselstrom-Seekabel 400 Megawatt. Das Projekt ist im Bundesbedarfsplangesetz enthalten. Combined Grid Solution ergänzt die seit 1996 bestehende Hochspannungs-Gleichstrom-Übertragungsleitung Kontek zwischen Deutschland und Dänemark.
Als Teil eines sogenannten „Supergrids“ wird auch das schwedische Stromübertragungsnetz mit einer Überlandleitung zwischen Seeland und Schweden indirekt an das System angeschlossen.
Das deutsche und das dänische Wechselstrom-Übertragungsnetz sind asynchron. Die Netzfrequenz ist identisch, weist aber einen leicht verschobenen Takt (Phase) auf. Nach Fertigstellung von Kriegers Flak und des Interkonnektors sollen daher die deutschen Offshore-Windparks Baltic 1 und Baltic 2 auf die Phase des nordischen Verbundsystems Nordel umgestellt werden. Um Strom aus den drei Windparks – sowie fallweise aus Deutschland bzw. Dänemark in das jeweilige andere Land transportieren zu können, wurde auf deutscher Seite vom Unternehmen ABB auf dem Gelände des 50Hertz-Umspannwerks Bentwisch bei Rostock eine HGÜ-Kurzkupplung errichtet. Dieser Doppel-Konverter wandelt Wechselstrom nach dänischer (nordischer) Phase in Gleichstrom und direkt anschließend in Wechselstrom nach deutscher kontinentaleuropäischer Phase um.
Das Projekt hatte ein Investitionsvolumen von 900 Mio. Euro. Es wurde von der Europäischen Kommission im Rahmen des European Energy Programme for Recovery (EEPR) mit 150 Mio. Euro gefördert.
Die Leitung soll nach Terminverschiebungen im Dezember 2020 in Betrieb genommen werden. Ende Oktober 2020 wurde die Leitung eröffnet.